# Томь (катер)
Катера «Томь» — серия алюминиевых катеров, которые выпускает судостроительное предприятие ООО «Томь», которое разрабатывает и производит алюминиевые водометные катера данной серии и прицепы для их транспортировки. В линейке катеров представлены модели в качестве движителя которых установлен либо водометный движитель, либо предусматривается подвесной лодочный мотор.
Катера предназначены для рыбалки, охоты, спорта, водного туризма и дальних походов, прогулок и отдыха на воде, перевозки пассажиров (водное такси, экскурсии и т. п.), использования в качестве служебно-разъездных и катеров специального назначения.

## Модельный ряд катеров «Томь»
- Катер «Томь-455»;
- Катер «Томь-525»;
- Катер «Томь-605 Классик»;
- Катер «Томь-675»;
- Катер «Томь-475 ПЛМ».

## Конструктивные особенности катеров «Томь»
Корпуса катеров цельнометаллические, выполнены по клепано-сварной технологии из коррозионно-устойчивого, хорошо сваривающегося алюминиево-магниевого сплава «АМГ-6», сохраняющего на протяжении всей эксплуатации судна свою прочность. Обшивка днища толщиной 4 мм. В случае необходимости ремонта корпуса (например сквозное повреждение) возможна к применению аргоно-дуговая сварка.
Обводы корпуса всех моделей — моногедрон с центральной гидролыжей и продольными реданами. Килеватость на транце — переменная. У модели «Томь-605 Классик» угол килеватости на транце днища — 17°, прилыжных плоскостей — 6°. «Томь-525» — угол килеватости на транце днища — 15°, прилыжных плоскостей — 6°.
По длине корпус разбит на три отсека: форпик, кокпит, корма.
Катера оборудованы сдвижной сдвинутой в корму рубкой. При необходимости рубку можно снимать с направляющих и оставлять на берегу.
Лобовое стекло катера сделано из авиационного оргстекла. Электрический стеклоочиститель установленный со стороны водителя обеспечивает необходимую видимость. По бокам рубки окна сделаны сдвижными.
Приборная панель катеров оснащена рулевой колонкой, панелью и клавишами управления.
Панель управления всех моделей оборудована:
- контрольно-измерительными приборами: указателями уровня топлива, температуры воды охлаждения двигателя, давления масляной системы, оборотов двигателя, напряжения бортовой электросети;
- клавишами управления: выключателями массы, звукового сигнала, включения габаритных огней, включения помпы, включения стеклоочистителя; пульта управления транцевыми плитами;
- замком зажигания;
- двумя прикуривателями.

Слева от водителя находится фрикционная (без фиксатора) ручка дистанционного управления газом.
На катерах стандартной комплектации установлено 2 топливных бака, расположенные в кормовой части.
Дополнительное топливо возможно разместить в носовом багажном отсеке или поместить во вместительный рундук. Как опция предусмотрена установка дополнительных баков.
Также, возможна установка управляемых транцевых плит, которые предназначены для облегчения выхода катера в режим глиссирования, тем самым снижая расход топлива.
Катера проходят сертификацию на соответствие нормативным требованиям Госстандарта России, в ходе испытаний проводится экспертиза модели на безопасность: проверка ходовых качеств, остойчивости, непотопляемость (что обеспечивается за счет блоков из пенополистирола, которые удерживают катер на плаву).

## Водомёт
На катерах серии «Томь» применяется водометный движитель, изготовленный из нержавеющей стали, для преодоления «проблемных» участков ему достаточно глубины всего в 30 см. На судостроительном предприятии «Томь» налажено их серийное производство. Импеллер водомета — литой.. Достаточно хорошая управляемость на малом ходу позволяет осуществлять троллинг, манёвры в стесненных условиях, точный и безопасный подход к объектам на воде.
В данной модели водометного движителя используется запатентованное оригинальное управление задним ходом от штурвала, что позволяет катеру делать развороты на месте и быстрое изменение хода на 180 градусов.
В непредвиденных случаях, при заклинивании водомета мусором для предотвращения аварийной поломки на валу установлена предохранительная муфта со срезаемым штифтом. При нештатных перегрузках передачи вращения штифт на валу срезается, предупреждая поломку, которую в походных условиях сложно устранить. После очистки водовода водометной установки и замены штифта предохранительной муфты возможно дальнейшее движение.
Для обеспечения длительной эксплуатации обеспечивается высокая ремонтопригодность узлов и механизмов водомета. Он выполнен съемным и может быть легко отсоединен, даже в условиях плавучести, от катера. Это позволяет в случае необходимости в полевых условиях проводить непредвиденный ремонт своими силами.
Основными требованиями к стационарным двигателям работающим с водометным движителем являются:
- мощность от 100 л. с. до 150 л. с.;
- диапазон оборотов вала 3800-4200 об/мин;
- крутящий момент на валу, макс, 290 Ньютон•метр